# Sägemühle (Büren)
Die Sägemühle befindet sich 300 Meter entfernt vom Standort der früheren Lohmühle in Büren, Kreis Paderborn an der heutigen Landesstraße L 549 nach Hegensdorf.

## Geschichte
Im Jahre 1874 wurde der Bau der Mühle beantragt. Zuerst wurde die Mühle als Sägemühle genutzt. In den Jahren 1900 und 1901 wurden die Gebäude abgebrochen. Daraufhin wurde eine Mahlmühle an der gleichen Stelle errichtet. Im Jahr 1921 wurde in die Mühle eine Turbine eingebaut. Neben dem Mahlbetrieb wurde das Gebäude auch wieder als Sägemühle genutzt.